# Десантные корабли типа T-1
Десантные корабли типа «T-1» (第一号型輸送艦, Даи 1 Го-гатa Юсокан) — десантные корабли японского императорского флота Второй мировой войны.

## История

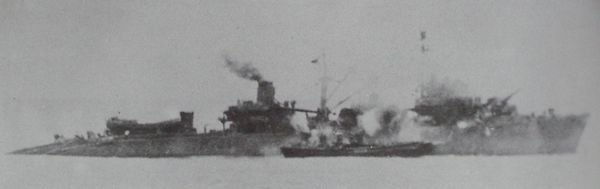
Горит десантный корабль T-1

Быстроходные десантные корабли, спроектировали для обеспечения изолированных островных гарнизонов. Они имели своеобразный корпус с «обратной» седловатостью — к корме он плавно понижался к ватерлинии, что позволяло спускать плавающие машины и десантные катера по двум роликовым дорожкам. Десантировать могли и с остановки, и на скорости до 16 узлов. Для грузов корабль имел два трюма в средине корпуса. Корпус максимально упрощен для удешевления строительства.

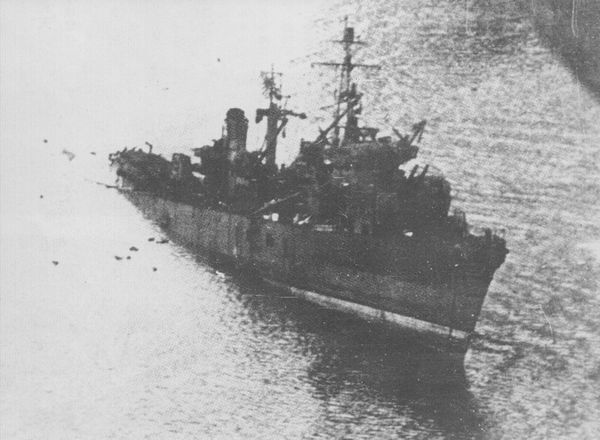
Частично затонувший T-11. 7 декабря 1944 года

Десантные транспорты типа Т-1 при стандартном водоизмещении 1500 тонн с турбинами мощностью 9500 л. с., позволявшими развивать скорость 22 узла — почти в три раза больше, чем полностью загруженные американские LST! Нужные для большой скорости заостренные обводы продиктовали большую осадку 3,6 метра, но Т-1 брали до пяти десантных катеров Дайхацу; и их можно было спустить на по проложенным в корме дорожкам за несколько минут. Для противостояния морским и воздушным противникам спаренная установка 127-мм зенитных пушек и до пятнадцати 25-мм автоматических зениток. Но зенитки, количество которых в 1944—1945 годах увеличили до 28—33, не спасли эти своеобразные корабли от почти полного уничтожения: 18 из 21 построенных пошли на дно, в основном от воздействия самолетов. Три уцелевших после войны отданы США, СССР и Китаю.
Заказ на 46 кораблей типа Т-1 дан в сентябре 1943 года. До конца войны в строй вошел 21, постройку одного (Т-22) остановили в июне 1945 года в готовности 90 %. Заказ на постройку еще 24 аннулирован в мае 1945 года.

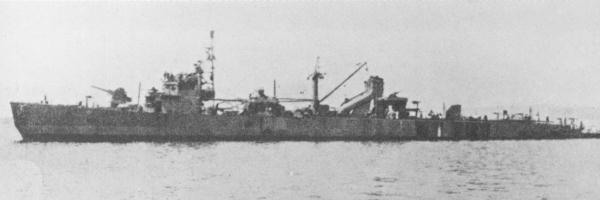
Десантный корабль T-4. 1944

С мая 1944 года вооружение усилили 4 бомбомётами и 42 глубинными бомбами. С сентября — ноября 1944 года малокалиберное зенитное вооружение до 26 25-мм автоматических пушек и 5 13,2-мм пулемётов.

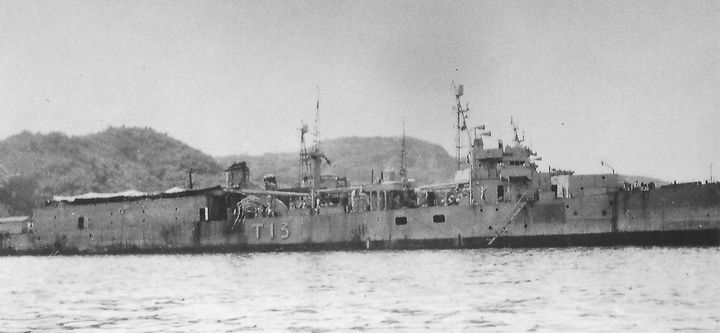
Десантный корабль T-13. Передан СССР. 1946 год

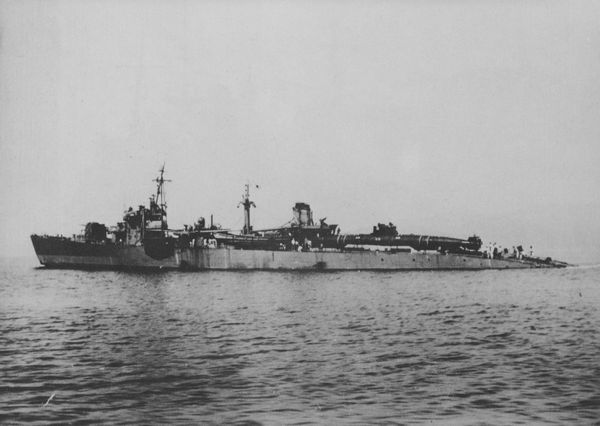
Десантный корабль T-5. 1944

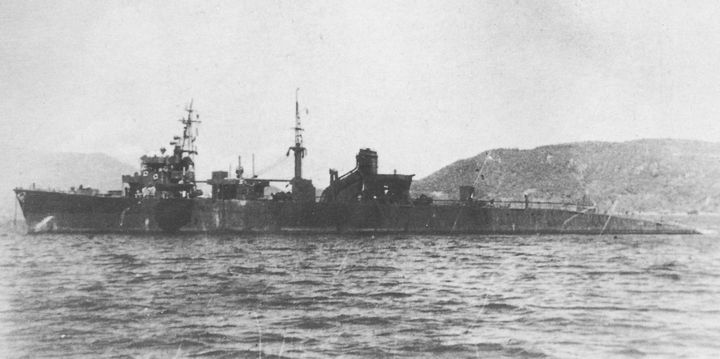
T-16. Передан Китаю. 1947 год

### Потопленные корабли
Т-1 27 июля 1944 потоплен палубными самолетами США. Т-4 4 августа 1944 потоплен палубными самолетами США. Т-2 5 августа 1944 потоплен палубными самолетами США. Т-5 14 сентября 1944 потоплен палубными самолетами США. Т-3 15 сентября 1944 потоплен американской подводной лодкой «Guavina». Т-6 и Т-10 25 ноября 1944 потоплены палубными самолетами США. Т-11 7 декабря 1944 потоплен самолетами США. Т-12 13 декабря 1944 американской подводной лодкой «Pintado». Т-8 24 декабря 1944 потоплен эсминцами США «Case» и «Roe». T-7 27 декабря 1944 потоплен эсминцами США «Dunlap», «Fanning» и «Cummings». Т-14 15 января 1945 потоплен палубными самолетами США. Т-15 17 января 1945 потоплен американской подводной лодкой «Tautog». T-18 18 марта 1945 потоплен американской подводной лодкой «Springer». Т-17 2 апреля 1945 потоплен палубными самолетами США. Т-21 9 августа 1945 тяжело поврежден армейскими самолетами США, на следующий день утонул.

## Характеристики
Водоизмещение: 1500 т стандартное и 1770 т нормальное;
Длина: 89 м по ватерлинии, 94 м по палубе и 96 м макимальная,
Ширина: 10,2 м,
Осадка: 3,6 м;
Двигатель: одна паровая турбина, 9500 л. с.;
Скорость: 22 узла;
Дальность плавания: 4700 миль при скорости 18 узлов;
Вооружение: 1x2 127-мм зенитная установка; 3×3, 1×2 и 4×1 25-мм зенитных установок тип 96;
Десантовместимость: 4 десантных катера Дайхацу и 260 т груза, или 7 танков и 220 т груза, или 2 СМПЛ типа А и 184 т груза, или 6 человеко-торпед Кайтэн и 243 т груза, или 450—500 т груза и 480 десантников.